# S-Kiekko
S-Kiekko ist ein 1979 gegründeter finnischer Eishockeyklub aus Seinäjoki. Die Mannschaft spielt in der Suomi-sarja und trägt ihre Heimspiele in der Seinäjoen jäähalli 2 aus.

## Geschichte
Der Verein wurde 1979 unter dem Namen S-Kiekko gegründet. In der Saison 2001/02 gelang der Herrenmannschaft erstmals der Aufstieg in die Suomi-sarja, die dritte finnische Spielklasse. In der Saison 2004/05 gewann die Mannschaft den Meistertitel der Suomi-sarja, verpasste anschließend in der Relegation jedoch den Aufstieg in die zweitklassige Mestis. Mit Ausnahme der Saison 2006/07 spielte die Mannschaft seither durchgehend in der Suomi-sarja. Im Jahr 2008 kehrte der Verein zu seinem ursprünglichen Namen S-Kiekko zurück.